# اسون تونمن
اسون تونمن (انگلیسی: Sven Thunman؛ ۲۰ آوریل ۱۹۲۰ – ۸ ژوئیه ۲۰۰۴ (aged 84)) ورزشکار هاکی روی یخ اهل سوئد بود.
وی در مسابقات کشوری و بین‌المللی در مجموع برندهٔ ۱ مدال طلا، ۱ مدال نقره، ۲ مدال برنز شده‌است.